# Heinrich Knirr
Heinrich Knirr (2 de septiembre de 1862 - 26 de mayo de 1944) fue un pintor alemán nacido en Austria, conocido por escenas y retratos de género, aunque también hizo paisajes y bodegones. Es más conocido por crear el retrato a color oficial de Adolf Hitler y es el único artista conocido por haber pintado a Hitler en vida.

## Biografía
Nació en Pančevo, en el seno de una familia de suabos del Danubio. Estudió en la Academia de Bellas Artes de Viena, con Christian Griepenkerl y Carl Wurzinger, luego asistió a la Academia de Bellas Artes de Múnich, donde tomó lecciones de Gabriel von Hackl y Ludwig Löfftz.
Permaneció en Múnich y abrió una escuela privada de arte allí en 1888. Finalmente, su escuela ganó una buena reputación en toda Europa. De 1898 a 1910, también enseñó en la Academia de Múnich. También fue miembro de la Secesión de Múnich y, más tarde, de la Secesión de Viena.
Al comienzo de la Primera Guerra Mundial, abandonó sus actividades de enseñanza y se mudó a Starnberg. En la década de 1920, la familia Thannhauser se convirtió en sus principales patrocinadores. Después de 1922, vivió en la Alta Baviera. Durante el gobierno nacionalsocialista, siguió siendo popular y, en 1937, estuvo representado en el primer "Große Deutsche Kunstausstellung" en el Haus der Kunst con uno de sus retratos de Adolf Hitler.
En los años siguientes, exhibió catorce obras en total, incluidos retratos del chofer privado de Hitler, Julius Schreck, y su madre Klara. Ambas pinturas fueron colgadas en la oficina de Hitler en el Berghof en Berchtesgaden. También hizo el retrato oficial de Rudolf Hess, y Albert Speer a menudo se refería a él como el "pintor de la corte". 
En 1942, Knirr recibió la Goethe-Medaille für Kunst und Wissenschaft. En 1944 murió en Staudach-Egerndach.

## Pinturas

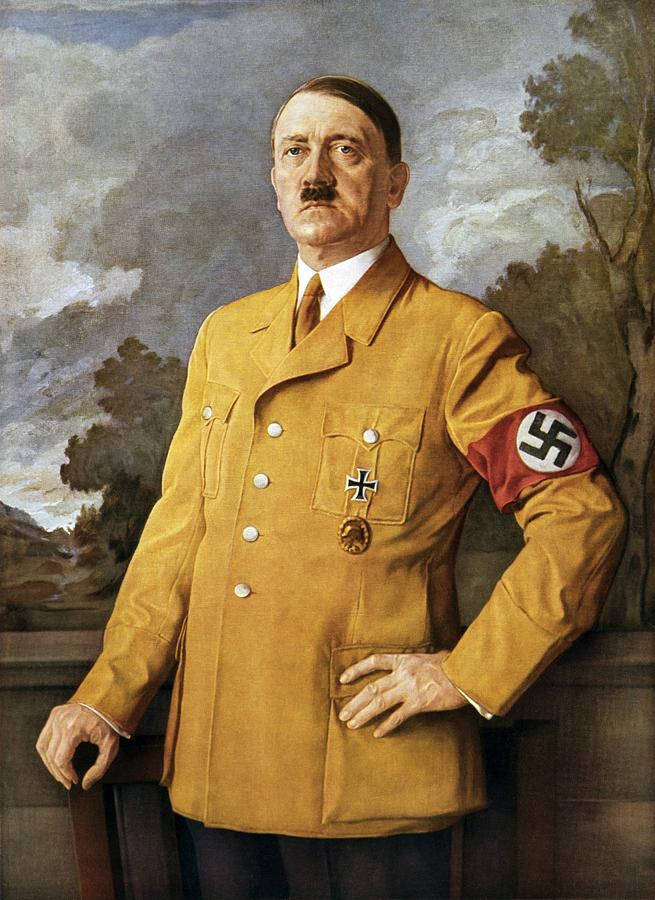
Retrato oficial de Adolf Hitler, 1937.

## Estudiantes notables
- Hugo Baar
- Erma Boss
- Paula Deppe
- Fabius von Gugel
- Otto Illies
- Eugen von Kahler
- Paul Klee
- Rudolf Levy
- Vadym Meller
- Carl Montag
- Ernst Morgenthaler
- Ernst Oppler
- Emil Orlík
- Wolf Röhricht
- Walter Schnackenberg
- Wilhelm Scholkmann
- Karl Staudinger
- Hermann Stenner
- Edmund Steppes